# Манава (цар)
Манава — син і спадкоємець правителя царства Гауда, Шашанки. Був останнім задокументованим правителем династії. Зазнав поразки від Харші (імператора Північної Індії) або від Бхаскаравармана (царя Камарупи).